# Gan Ying
Gan Ying was een Chinese afgezant die in 97 werd uitgezonden om contact te leggen met het Romeinse Rijk. Hij bereikte Parthië, Mesopotamië en de westelijke zee (de Perzische Golf). Daar werd hem echter (ten onrechte) verteld dat de reis naar Rome nog zeer lang was, waarbij een grote oceaan moest worden overgestoken, wat hem ertoe bracht om om te keren.